# Stigmatobracon xanthostigma
Stigmatobracon xanthostigma är en stekelart som beskrevs av Turner 1918. Stigmatobracon xanthostigma ingår i släktet Stigmatobracon och familjen bracksteklar. Inga underarter finns listade i Catalogue of Life.